# 意大利船級社
意大利船級社（義大利語：Registro Italiano Navale，簡稱RINA）是一家与海洋航运有关的私人、非营利性的机构，也是一家船级社，总部位於意大利热那亚。它成立于1861年。意大利船級社會进行有关航行安全和船舶评级的检查。